# Zolná (rzeka)
Zolná – rzeka w Wewnętrznych Karpatach Zachodnich w środkowej Słowacji, prawobrzeżny dopływ Slatiny. Długość ok. 28 km.
Źródła na wysokości blisko 1120 m n.p.m., na południowo-zachodnich stokach grzbietu Lubietowskiej Bukowiny (1194 m n.p.m.) w grupie górskiej Polana.
Początkowo spływa w kierunku północno-zachodnim, później zachodnim (tzw. Martinova dolina), po czym wkracza na teren Kotliny Zwoleńskiej w jej części zwanej Pogórzem Ponickim. Przez zwarty łańcuch Pogórza Ponickiego przecina się głęboką doliną (tzw. Veľká dolina), którą opuszcza przy Ponickiej Hucie. Skręca na południowy zachód i następnie na południe, a jej dolina wyraźnie się rozszerza. Poniżej osady Sebedín rzeka zaczyna meandrować, a jej brzegi, porośnięte olszyną i wierzbami, aż po miejscowość Zolná (obecnie dzielnica Zwolenia) są chronione w rezerwacie przyrody Zolná.
Po przyjęciu swego największego dopływu, lewobrzeżnej Hučavy, poniżej wsi Lieskovec skręca na zachód. Wpływa na teren katastralny miasta Zwoleń, gdzie na wysokości ok. 294 m n.p.m. uchodzi do Slatiny.